# Число торта

анимация, показывающая секущие, необходимые для разрезания торта на 15 частей с 4 ломтиками (для 5-го числа торта); 14 c внешней поверхностью и один тетраэдр в середине

В математике число торта, обозначаемое Cn, — это максимальное число областей, на которое может быть поделён трёхмерный куб количеством n плоскостей. Число торта называется именно так, потому что можно представить, что плоскости — это разрезы, сделанные ножом в торте, имеющем форму куба.
Значение Cn для возрастающих n ≥ 0 даются следующим рядом: 1, 2, 4, 8, 15, 26, 42, 64, 93, 130, 176, 232, 299, 378, 470, 576, 697, 834, 988, 1160, 1351, 1562, 1794, 2048, 2325, 2626, 2952, 3304, 3683, 4090, 4526, 4992, 5489, 6018, 6580, 7176, 7807, 8474, 9178, 9920, 10701, 11522, 12384, 13288, 14235, 15226, …
Число торта является трёхмерным аналогом двухмерных центральных многоугольных чисел; последовательность, образованная разностью между двумя последовательно расположенными числами торта, представляет собой последовательность центральных многоугольных чисел.

## Общая формула
Если n! обозначает факториал, и мы обозначим биноминальные коэффициенты как
{\displaystyle {n \choose k}={\frac {n!}{k!\,(n-k)!}},}
принимая, что n плоскостей делят куб, то число торта таково: 
{\displaystyle C_{n}={n \choose 3}+{n \choose 2}+{n \choose 1}+{n \choose 0}={\frac {1}{6}}(n^{3}+5n+6).}